# Skórkotrzęsak różowawy
Skórkotrzęsak różowawy (Exidiopsis alliciens (Berk. & Cooke) K. Wells) – gatunek grzybów z rodziny uszakowatych (Auriculariaceae).

## Systematyka i nazewnictwo
Pozycja w klasyfikacji według Index Fungorum: Exidiopsis, Auriculariaceae, Auriculariales, Auriculariomycetidae, Agaricomycetes, Agaricomycotina, Basidiomycota, Fungi.
Takson utworzyli w 1876 r. Miles Joseph Berkeley i Mordecai Cubitt Cooke, nadając mu nazwę Stereum alliciens. W 1962 r. Kenneth Wells przeniósł go do rodzaju Exidiopsis. Synonimy naukowe.
- Eichleriella alliciens (Berk. & Cooke) Burt 1915
- Stereum alliciens Berk. & Cooke 1876

Władysław Wojewoda w 1977 r. dla łacińskiej nazwy Eichleriella alliciens nadał polską nazwę eichleriella różowawa, w 2003 r. zmienił ją na skórkotrzęsak różowawy. Obydwie nazwy są niespójne z aktyalną nazwą naukową.

## Występowanie i siedlisko
Występuje w Ameryce Północnej i Południowej, Europie i Azji. W Polsce podano trzy stanowiska (Giacomo Bresàdola 1903, Bogumir Eichler 1907 i Władysław Wojewoda 1977 r.). Uznany za gatunek w Polsce wymarły.
Rozwija się na gałęziach drzew i krzewów liściastych.